# 百武由紀
百武 由紀（ひゃくたけ ゆき）は、日本のヴィオラ奏者。愛知県立芸術大学名誉教授、東京音楽大学特任教授、東京藝術大学講師。名古屋音楽大学客員教授。大叔父は、海軍大将ならびに侍従長を務めた百武三郎。

## 経歴
6歳よりヴァイオリンを初め、東京藝術大学付属高等学校入学と共にヴィオラに転向。その後東京藝術大学を経て東京藝術大学大学院を修了。同年東京都交響楽団に入団し1999年まで首席奏者を務めた。
浅妻文樹、ウィリアム・プリムローズ、セルジュ・コロ各氏に師事。
東京シンフォニエッタのメンバーとしても活動しており、 現代曲の初演も多数手掛ける。
現在、 東京音楽大学特任教授、愛知県立芸術大学名誉教授。名古屋音楽大学客員教授。